# Familiar Linux

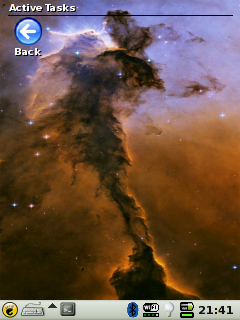
Zrzut ekranu z dystrybucji Familiar Linux.

Familiar Linux – dystrybucja Linuksa przeznaczona dla urządzeń przenośnych, głównie palmtopów HP iPAQ oraz Siemens SIMpad, HP Jornada  i Sharp Zaurus.
Familiar Linux zawiera system pakietów ipkg, zbliżony do znanego z Debiana systemu dpkg. Zastosowany system plików to JFFS2. Dystrybucja zawiera środowiska graficzne GPE oraz OPIE.
Instalator najnowszej wersji 0.8.4 (20 sierpnia 2006) zawiera obrazy dla następujących serii iPAQ:
- h3600
- h3700
- h3800
- h3900
- h5400
- h5500
- h2200
- hx4700
- h6300

Uwaga: instalacja modeli z nowszych serii iPAQ (h2200, hx4700 i h6300), których eksperymentalna obsługa pojawiła się po raz pierwszy w 0.8.4, nie została jeszcze opisana w dokumentacji. Instalacja według instrukcji dla starszych serii (h3xxx, h5xxx) może doprowadzić do stanu niezdolności do użycia! Obsługa modeli h2200 i hx4700 jest na ukończeniu, obsługa modeli h6300 jest dopiero w początkowej fazie.